# Black Elk
Black Elk (Heȟáka Sápa), en français Wapiti noir, né le 1er décembre 1863 et mort le 19 août 1950 , est un homme-médecine et un chef de la tribu des Indiens Oglalas (Sioux). Il fut un petit cousin du célèbre chef indien Crazy Horse. Il participa à l’âge de 13 ans à la bataille de Little Bighorn en 1876 et fut blessé en 1890 lors du massacre de Wounded Knee. En 1887, il voyagea en Angleterre au sein du spectacle Wild West Show de Buffalo Bill, et se perdit à Londres, devant y séjourner durant deux ans dans l'attente du retour de Buffalo Bill en 1889, dans le cadre de ce qu'il décrivit ultérieurement comme une pénible expérience (au chapitre 20 du recueil de souvenirs publié sous le titre Black Elk Speaks (Wapiti Noir raconte).
Certaines traductions indiquent « Élan noir » car si le terme elk, en anglais américain signifie wapiti, en anglais britannique il se traduit par élan.
Ses mémoires, retranscrites en 1932 par en:John Neihardt et en 1953 par Joseph Epes Brown, révélant certains rituels lakotas, furent un succès de librairie.
Le 11 août 2016, l'United States Board on Geographic Names a rebaptisé pic Black Elk, le pic Harney, point culminant du Dakota du sud, qui portait ce nom en référence au général William S. Harney, responsable, en 1855, du massacre de 86 Sioux, dont plusieurs femmes et enfants.

## Biographie

### Jeunesse dans les plaines
Black Elk est né en 1863 et a vécu jusqu'en 1877 dans les Plaines, suivant le mode de vie traditionnel des Lakotas. Il raconte dans ses mémoires ses souvenirs sur les batailles de Fetterman (il a alors seulement trois ans, et précise par ailleurs qu'il ne peut « distinguer exactement ce que j'ai appris comme adulte et ce que j'avais compris étant petit ») et de la bataille de Little Bighorn, à laquelle il a participé, armé d'un revolver, et au terme de laquelle il a pris un scalp sur un mort. Il a alors treize ans. L'année suivante, sa famille se rend à Fort Robinson quelques jours avant la reddition de Crazy Horse. Après le meurtre de ce dernier, les siens fuient la réserve pour le Canada, où ils rejoignent Sitting Bull, mais, poussés par la faim, se rendent à Fort Keogh en juin 1880.
Il a neuf ans quand il reçoit sa grande vision, dans laquelle il est investi d'une mission et reçoit des ordres, et de nombreuses années s'écoulent avant qu'il n'en fasse le récit. La vision qu'il a reçue le charge d'un rôle important, puisqu'il doit guider son peuple.

### La participation au Wild West Show
Black Elk, désireux de fuir la vie de réserve et en soif d'aventure[réf. souhaitée], rejoint en 1887 le Buffalo Bill's Wild West Show. Il participe notamment à Londres au jubilé de la reine Victoria, et est chargé de danser devant elle. Il se perd pourtant avec quelques amis à Manchester et est abandonné par la troupe sur le sol anglais. Pour vivre, il est alors obligé de rejoindre un autre cirque, le Mexican Joe, qui le conduira à Paris, où il retrouvera la troupe de Buffalo Bill en 1889

### Le massacre de Wounded Knee
En 1890, les réserves sont ravagées par la misère, l'alcoolisme et la faim. Les troupeaux de bisons ont été entièrement exterminés par les Blancs (il ne reste alors que quelques centaines de spécimens à Yellowstone) et les Indiens se voient interdire le maintien de leur mode de vie et de leurs traditions (notamment la Danse du Soleil). La corruption, quant à elle, ravage le Bureau des Affaires Indiennes, réduisant la quantité des biens et des denrées distribués aux Indiens.
C'est dans ce climat de misère que la Danse des Esprits va se répandre dans les réserves, promettant la disparition des Blancs et le retour des bisons. Black Elk se joint au mouvement, et devient même l'un des chefs[réf. souhaitée]. Menacé d'arrestation, il fuit Pine Ridge en novembre. Le 15 décembre, Sitting Bull est assassiné par la police indienne chez lui. Le 28 décembre, la bande des danseurs de l'Esprit de Big Foot est encerclée par le 7e régiment de cavalerie. Le 29, c'est le massacre de Wounded Knee, auquel Black Elk assiste. Attiré par le bruit de la fusillade, il rejoint le camp et combat avec sa seule arme, une crosse sacrée[réf. souhaitée].
Il fuit dans un premier temps, mais désireux de venger ceux qu'il a vu mourir[réf. nécessaire], il rejoint les Indiens qui ont quitté la réserve et qui attaquent à présent les soldats américains. Il se bat les jours qui suivent, charge héroïquement les soldats mais est finalement blessé à l'abdomen par une balle. Il se rend le 15 janvier en même temps que les derniers combattants.

### Conversion au catholicisme
La guerre finie, la frontière supprimée, Black Elk utilise les pouvoirs qui lui ont été donnés par la « grande vision » qu'il a eue dans sa jeunesse pour se mettre au service de son peuple. Il raconte que, jeune, il avait déjà guéri des gens, ce qu'il continuera à faire tout au long de sa vie. Il se marie et a trois enfants.
En 1904, alors qu'il mène une procession chamanique, il est écarté par un prêtre qui se met à prier pour le malade[réf. souhaitée]. Impressionné, Black Elk se convertit au catholicisme et est baptisé sous le nom de Nicholas Black Elk.
Il n’était ni le dernier gardien du Calumet Sacré (canunpa wakan), ni le dernier homme-médecine lakota ; le calumet sacré de la Femme Bison Blanc est actuellement gardé  dans la communauté de Green Grass, sur la réserve de Cheyenne River, par Arvol Looking Horse, la 19e génération de gardiens. Black Elk n'a jamais fait partie de cette lignée et il existe actuellement beaucoup de wicasa wakan et de winyian wakan (hommes et femmes sacrés) sur toutes les réserves lakotas  . 

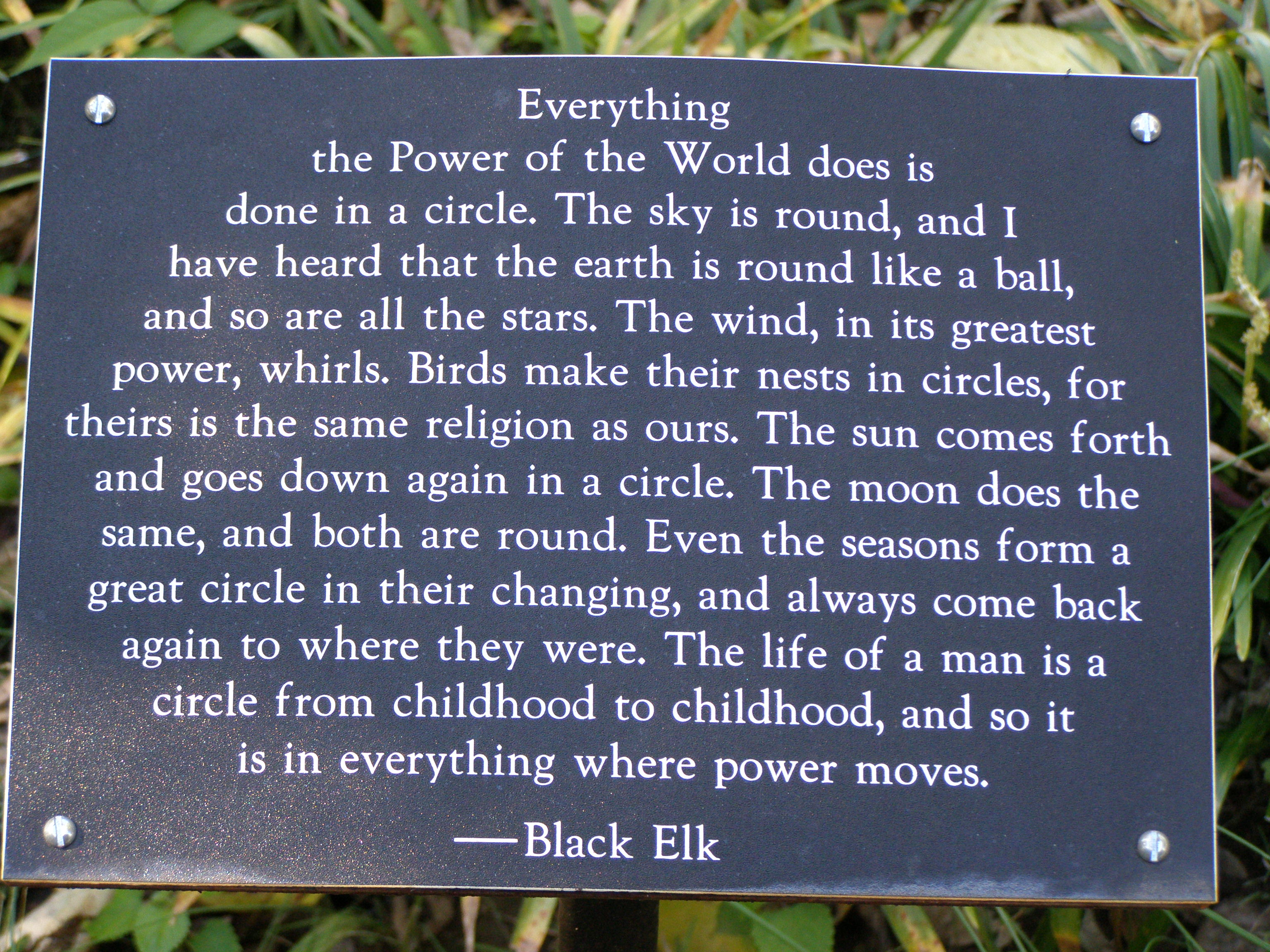
Black Elk, le cercle de la vie.

À la fin de sa vie, devenu aveugle, il reviendra à la religion de ses ancêtres[réf. souhaitée]. Black Elk savait lire et écrire en lakota. Pour sauver les dernières traditions et transmettre sa vision, qu'il estimait n'avoir pas réussi à accomplir, il dicta en 1930 ses mémoires à John G. Neihardt, publiées en 1932 sous le titre de Black Elk Speaks, et en 1947 à Joseph Epes Brown, les traditions et les rites des Indiens Sioux, publiés sous le titre de The Sacred Pipe.
Il meurt à Pine Ridge en 1950.

### Initiatives en vue d'une canonisation
Le 14 mars 2016, George Looks Twice, le doyen des petits-fils de Black Elk, stimulé par la canonisation en octobre 2012 de Kateri Tekakwitha (1656-1680), remet à l'évêque de Rapid City, Robert D. Gruss, une pétition qui a recueilli 1 600 signatures en faveur de la sanctification de son aïeul. L'évêque décide d'en faire un  dossier prioritaire et estime qu'« il est probable que le pape François soutiendra sa cause, même si c'est un processus long et complexe ».  À la suite de cette initiative, l'épiscopat américain engage des démarches en vue de la canonisation d'Élan noir. L'un de ses neveux, Bill White, est nommé postulateur de sa cause en février 2017, et le 14 novembre 2017 l'épiscopat américain, réuni en congrès à Baltimore (Maryland), décide à l'unanimité d'engager une demande auprès du Vatican pour l'ouverture d'un procès en canonisation. 

### Témoignages de Black Elk
- Black Elk parle, John G. Neihardt, préface de Vine Deloria, introduction de Philip J. Deloria, postface de Raymond J. DeMallie, illustrations de Standing Bear, Hozhoni, 2021, 296 p.  (ISBN 978-2-37241-079-3).
- Élan Noir parle : la vie d'un saint homme des Sioux oglalas, John G. Neihardt, O.D. Editions, 2014, 302 p.  (ISBN 979-109211601-4).
- Les Rites secrets des Indiens Sioux, textes recueillis et annotés par Joseph Epes Brown, introduction de Frithjof Schuon, Petite Bibliothèque Payot, 2004, 216 p.  (ISBN 978-2-228-89928-4).

### Études sur Black Elk
- Harry Oldmeadow, Black Elk et l'héritage de la tradition lakota, suivi de Nouvel éclairage sur Black Elk et The Sacred Pipe de Michael Fitzgerald, Hozhoni, 2020, 420 p.,  (ISBN 978-2-37241-074-8). Version amplifiée de l'original anglais Black Elk, Lakota Visionary: The Oglala Holy Man & Sioux Tradition.
- Wallace Black Elk & William S. Lyon, Black Elk : les voies sacrées d'un Sioux lakota, Le Mail, 1995.
- Raymond J. DeMallie, Black Elk et la grande vision : le sixième Grand-Père, préface de J. M. G. Le Clézio, Éditions du Rocher, 2000, 2018, 570 p.,  (ISBN 978-226803592-5).
- (en) Hilda Neihardt, Black Elk and Flaming Rainbow: Personal Memories of the Lakota Holy Man, University of Nebraska Press, 2006.  (ISBN 0-8032-8376-8).
- (en) Michael Steltenkamp, Black Elk: Holy Man of the Oglala.
- (en) Damian Costello, Black Elk: Colonialism and Lakota Catholicism.